# Чемпионат Европы по летнему биатлону 2009

Эмблема турнира

Открытый чемпионат Европы по летнему биатлону 2009 прошёл в чешском Нове-Место-на-Мораве с 12 по 16 августа 2009 года. Было разыграно 10 комплектов медалей (5 — взрослые и 5 — юниоры).

## Расписание
| Дата            | Время (UTC+2) | Гонка                              | Категория участников |
| --------------- | ------------- | ---------------------------------- | -------------------- |
| 14 августа 2009 | 11:00:00      | Спринт 4 км, мужчины               | взрослые             |
| 14 августа 2009 | 11:19:00      | Спринт 4 км, мужчины               | юниоры               |
| 14 августа 2009 | 14:00:00      | Спринт 3 км, женщины               | взрослые             |
| 14 августа 2009 | 14:14:00      | Спринт 3 км, женщины               | юниоры               |
| 15 августа 2009 | 11:00:00      | Масс-старт 6 км, мужчины           | взрослые             |
| 15 августа 2009 | 11:45:00      | Масс-старт 6 км, мужчины           | юниоры               |
| 15 августа 2009 | 14:00:00      | Масс-старт 5 км, женщины           | взрослые             |
| 15 августа 2009 | 14:45:00      | Масс-старт 5 км, мужчины           | юниоры               |
| 16 августа 2009 | 11:00:00      | Смешанная эстафета 2×3 км + 2×4 км | взрослые             |
| 16 августа 2009 | 11:00:00      | Смешанная эстафета 2×3 км + 2×4 км | юниоры               |

## Призёры

### Взрослые
| Гонка:                                             | Золото:                                                                                  | Время                                               | Серебро:                                                                  | Время                                               | Бронза:                                                                    | Время                                               |
| Спринт, 4 км мужчины 14 августа 2009               | Александр Качановский · Россия                                                           | 14.37,1 (0+1)                                       | Алексей Катренко · Россия                                                 | +22,1 (2+1)                                         | Руслан Насыров · Узбекистан                                                | +37,6 (3+2)                                         |
| Масс-старт, 6 км мужчины 15 августа 2009           | Руслан Насыров · Узбекистан                                                              | 22.44,4 (1+1+3+3)                                   | Александр Качановский · Россия                                            | +10,0 (0+2+1+2)                                     | Ондржей Моравец · Чехия                                                    | +20,3 (1+0+1+0)                                     |
| Спринт, 3 км женщины 14 августа 2009               | Любовь Ермолаева · Россия                                                                | 12.25,7 (0+1)                                       | Зденка Вейнарва · Чехия                                                   | +17,5 (1+0)                                         | Герда Круминя · Латвия                                                     | +22,6 (1+1)                                         |
| Масс-старт, 5 км женщины 15 августа 2009           | Ирина Бабецкая · Беларусь                                                                | 22.31,5 (0+0+0+2)                                   | Татьяна Белкина · Россия                                                  | +11,0 (0+1+2+2)                                     | Ольга Бурова · Россия                                                      | +35,8 (1+0+1+0)                                     |
| Смешанная эстафета 2×3 км + 2×4 км 16 августа 2009 | Россия · Татьяна Белкина · Людмила Соломатина · Александр Качановский · Алексей Катренко | 57.57,7 (2+3)(2+3) (0+1)(0+3) (0+2)(0+2) (0+2)(0+1) | Польша · Карлина Питонь · Магдалена Ныкель · Томаш Пуда · Себастиан Витек | +1.37,5 (0+0)(0+0) (0+1)(0+3) (0+1)(0+1) (0+1)(2+3) | Чехия · Барбора Томешова · Зденка Вейнарва · Любош Шорный · Ярослав Соукуп | +2.30,1 (2+3)(0+3) (0+2)(0+1) (0+0)(0+0) (2+3)(1+3) |

### Юниоры
| Гонка:                                             | Золото:                                                                 | Время                                                 | Серебро:                                                                 | Время                                               | Бронза:                                                                       | Время                                               |
| Спринт, 4 км мужчины 14 августа 2009               | Иван Крюков · Россия                                                    | 15.07,6 (0+1)                                         | Александр Сапожников · Россия                                            | +12,8 (1+0)                                         | Игорь Охотников · Россия                                                      | +41,2 (1+1)                                         |
| Масс-старт, 6 км мужчины 15 августа 2009           | Анзур Юнусов · Узбекистан                                               | 23.22,8 (2+1+1+1)                                     | Иван Крюков · Россия                                                     | +21,0 (1+0+2+2)                                     | Стефан Гаврила · Румыния                                                      | +29,9 (1+2+1+0)                                     |
| Спринт, 3 км женщины 14 августа 2009               | Зузанна Смолец · Польша                                                 | 12.56,0 (0+0)                                         | Лариса Надеева · Россия                                                  | +13,3 (0+3)                                         | Леа Йоханидесова · Чехия                                                      | +37,1 (0+1)                                         |
| Масс-старт, 5 км женщины 15 августа 2009           | Лариса Надеева · Россия                                                 | 24.09,8 (1+0+2+2)                                     | Луминица Пишкоран · Румыния                                              | +28,1 (2+4+1+0)                                     | Моника Хойниш · Польша                                                        | +35,8 (1+0+1+0)                                     |
| Смешанная эстафета 2×3 км + 2×4 км 16 августа 2009 | Румыния · Луминица Пишкоран · Река Ференц · Стефан Гаврила · Ремус Фаур | 1:00.24,0 (1+3)(0+0) (0+1)(1+3) (0+1)(0+2) (0+2)(0+0) | Польша · Зузанна Смолец · Моника Хойниш · Якуб Гонсеница · Лукаш Слонина | +1.32,8 (0+0)(0+2) (0+2)(1+3) (0+2)(0+3) (0+3)(0+2) | Беларусь · Ирина Васильева · Ольга Цветова · Дмитрий Лабецик · Михаил Лебедер | +1.49,1 (3+3)(1+3) (0+2)(0+2) (0+1)(2+3) (0+0)(0+1) |

## Медальный зачёт

### Общий
| Место | Страна     | Gold medal icon.svg | Silver medal icon.svg | Bronze medal icon.svg | Всего |
| ----- | ---------- | ------------------- | --------------------- | --------------------- | ----- |
| 1     | Россия     | 5                   | 6                     | 2                     | 13    |
| 2     | Узбекистан | 2                   | 0                     | 1                     | 3     |
| 3     | Польша     | 1                   | 2                     | 1                     | 4     |
| 4     | Румыния    | 1                   | 1                     | 1                     | 3     |
| 5     | Беларусь   | 1                   | 0                     | 1                     | 2     |
| 6     | Чехия      | 0                   | 1                     | 3                     | 4     |
| 7     | Латвия     | 0                   | 0                     | 1                     | 1     |

### Взрослые
| Место | Страна     | Gold medal icon.svg | Silver medal icon.svg | Bronze medal icon.svg | Всего |
| ----- | ---------- | ------------------- | --------------------- | --------------------- | ----- |
| 1     | Россия     | 3                   | 3                     | 1                     | 7     |
| 2     | Узбекистан | 1                   | 0                     | 1                     | 2     |
| 3     | Беларусь   | 1                   | 0                     | 0                     | 1     |
| 4     | Чехия      | 0                   | 1                     | 2                     | 3     |
| 5     | Польша     | 0                   | 1                     | 0                     | 1     |
| 6     | Латвия     | 0                   | 0                     | 1                     | 1     |

### Юниоры
| Место | Страна     | Gold medal icon.svg | Silver medal icon.svg | Bronze medal icon.svg | Всего |
| ----- | ---------- | ------------------- | --------------------- | --------------------- | ----- |
| 1     | Россия     | 2                   | 3                     | 1                     | 6     |
| 2     | Польша     | 1                   | 1                     | 1                     | 3     |
| 2     | Румыния    | 1                   | 1                     | 1                     | 3     |
| 4     | Узбекистан | 1                   | 0                     | 0                     | 1     |
| 5     | Чехия      | 0                   | 0                     | 1                     | 1     |
| 5     | Беларусь   | 0                   | 0                     | 1                     | 1     |